# Matt Braly
Matt Braly (Sacramento, 8 novembre 1988) è uno scrittore, animatore, regista e produttore statunitense di origini thailandesi.
È noto per aver diretto la serie animata Gravity Falls, nonché per aver creato e prodotto la serie animata Anfibia.

## Biografia
Ha iniziato la sua carriera nell'animazione studiando all'istituto CalArts. Dopo la laurea, è entrato a far parte della DreamWorks Animation, dove ha lavorato come story artist nel film animato al computer Turbo (2013).
Mentre lavoravano a Turbo, Braly e molti altri artisti dello storyboard della DreamWorks Animation, sono andati a trovare Alex Hirsch, che stava lavorando a uno spettacolo intitolato Gravity Falls (2012-2016) per Disney Television Animation. Hirsch che aveva, anche lui, frequentato la CalArts, sebbene non avessero mai studiato insieme, apprezzò i film studenteschi di Braly e durante la visita affidò Gravity Falls a Braly.
Affascinato dal concetto e da come Hirsch voleva che fosse serializzato il programma, Braly fece un test per lavorare allo spettacolo, dopo di che venne assunto, come artista dello storyboard e regista per la serie. Braly accreditò Hirsch come colui che "mi ha insegnato tanto sulla narrazione, sullo sviluppo dei personaggi e sullo sviluppo di un mondo", così come colui che lo ha ispirato a creare il suo spettacolo. La serie è stata presentata in anteprima il 15 giugno 2012 e si è conclusa il 15 febbraio 2016. Nel 2016, Braly ha vinto un Annie Award per aver diretto l'episodio di Gravity Falls "Northwest Mansion Mystery".
Dopo aver lavorato su Steven Universe e gli spettacoli della Disney Super-Duper Subterranean Summer di Billy Dilley , DuckTales e Big City Greens,  Braly ha sviluppato uno spettacolo intitolato Anfibia, per la Disney.  Lo spettacolo è incentrato sulle avventure di una ragazza thailandese-americana di nome Anne Boonchuy in un mondo popolato da rane e rospi. Lo spettacolo è basato sui viaggi d'infanzia di Braly a Bangkok, in Thailandia, dove si sentiva come un estraneo, ma alla fine non voleva andarsene. Braly ha scelto di rendere il personaggio principale thailandese-americano per il desiderio di creare un personaggio della sua stessa etnia, poiché c'erano pochissimi personaggi principali tailandesi nelle serie televisive quando lui era bambino.
Il 14 dicembre 2023 tramite il sito di notizie online cinematografico Deadline si riporta che Matt Braly dirigerà e co-sceneggerà assiema a Rebecca Sugar un film per la Sony Pictures Animation. 
Il film, ancora senza titolo, attingerà al background culturale e alla storia personale di Braly per raccontare la storia di un giovane ragazzo che cerca una cura per la sua malattia attraverso un viaggio emotivo in un mondo di spiriti thailandesi. 

## Vita privata
Da bambino, Braly guardava film come Mortal Kombat (1995) perché venivano girati in Thailandia, poiché non c'erano rappresentazioni thailandesi in TV. 
La madre di Braly, On Braly, è la doppiatrice di Mrs. Boonchuy, madre della protagonista, nella serie animata Anfibia.

## Filmografia

### Regista

#### Televisione
- Gravity Falls  – serie animata, 11 episodi (2012-2016)
- I Greens in città (Big City Greens) – serie animata, 7 episodi (2018)

### Sceneggiatore

#### Televisione
- Steven Universe  – serie animata episodio  Amici per il muschio (2014)
- I Greens in città (Big City Greens) – serie animata, 7 episodi (2018)
- Anfibia (Amphibia) – serie animata (2019-2022)

### Storyboard artist

#### Lungometraggi
- Turbo, regia di David Soren (2013)
- I Mitchell contro le macchine (The Mitchells vs. the Machines), regia di Michael Rianda e Jeff Rowe (2021)

#### Televisione
- Gravity Falls  – serie animata, 11 episodi (2014-2016)
- Steven Universe  – serie animata episodio  Amici per il muschio (2014)
- Billy Dilley Super-Duper Subterranean Summer
- I Greens in città (Big City Greens) – serie animata, 11 episodi (2014-2016)
- Anfibia (Amphibia) – serie animata (2019-2022)

## Premi
Nel 2016 Matt Braly ha vinto il "43a Annie Awards" per la miglior regia in una produzione televisiva animata, Gravity Falls.